# Luísa da Dinamarca
Luísa Carolina Josefina Sofia Tira Olga da Dinamarca (Palácio de Amalienborg, 17 de fevereiro de 1875 - Castelo de Ratibořice, 4 de abril de 1906) foi a filha mais velha do rei Frederico VIII da Dinamarca e da sua esposa, a princesa Luísa da Suécia e da Noruega.

## Primeiros anos

A princesa Luísa com a sua mãe, a princesa Luísa da Suécia.

A princesa Luísa nasceu no Palácio de Amalienborg, em Copenhaga, a 17 de fevereiro de 1875. O seu pai era o príncipe-herdeiro Frederico da Dinamarca, depois rei Frederico VIII, e a sua mãe era a rainha Luísa da Suécia, filha do rei Carlos XV da Suécia e da Noruega.

## Casamento
Luísa casou-se com o príncipe Frederico de Eschaumburgo-Lipa, no Palácio de Amalienborg, em Copenhaga, no dia 5 de maio de 1896. Juntos, tiveram três filhos.
O casamento foi infeliz e a princesa Luísa passava grandes períodos de tempo com a sua família na Dinamarca, chegando a ficar entre dois a três meses seguidos. O seu pai também a ia visitar todos os anos.

## Morte
A princesa Luísa morreu no Castelo de Ratiboritz, a 4 de Abril de 1906, apenas com cinco horas de diferença do seu sogro, o príncipe Guilherme de Eschaumburgo-Lipa, que morreu no castelo da família em Nachod, na Boémia. A causa oficial da morte da princesa Luísa foi uma "inflamação no cérebro", causada por uma meningite, depois de ela estar doente durante muito tempo. No entanto, há rumores de que a princesa se tentou afogar no lago do castelo na propriedade do marido, Ratiboritz, e adoeceu nessa tentativa, o que, eventualmente, levou à sua morte.

## Descendência
Frederico e Luísa tiveram três filhos:
- Maria Luísa de Eschaumburgo-Lipa (10 de fevereiro de 1897 – 1 de outubro de 1938),  casou-se com o príncipe Frederico Sigismundo da Prússia; com descendência. O príncipe Frederico morreu de uma queda de um cavalo.
- Cristiano de Eschaumburgo-Lipa (20 de fevereiro de 1898 – 13 de julho de 1974), casou-se com a sua prima direita, a princesa Teodora da Dinamarca; com descendência.
- Estefânia de Eschaumburgo-Lipa (19 de dezembro de 1899 – 2 de maio de 1925), casou-se com Vítor Adolfo, Príncipe de Bentheim e Steinfurt e teve dois filhosː o príncipe Alexis (30 de julho de 1922 – 2 de dezembro de 1943, morto em acção durante a Segunda Guerra Mundial) o príncipe Cristiano (n. 9 dezembro de 1923). Estefânia morreu ao dar à luz dois rapazes gémeos. Ambos os rapazes morreram a 2 de Maio de 1925, um nasceu morto e o outro morreu passadas algumas horas.

## Genealogia
| Luísa da Dinamarca | Pai: Frederico VIII da Dinamarca | Avô paterno: Cristiano IX da Dinamarca | Bisavô paterno: Frederico Guilherme, Duque de Schleswig-Holstein-Sonderburg-Glücksburg |
| Luísa da Dinamarca | Pai: Frederico VIII da Dinamarca | Avô paterno: Cristiano IX da Dinamarca | Bisavó paterna: Luísa Carolina de Hesse-Cassel                                         |
| Luísa da Dinamarca | Pai: Frederico VIII da Dinamarca | Avó paterna: Luísa de Hesse-Cassel     | Bisavô paterno: Guilherme de Hesse-Cassel                                              |
| Luísa da Dinamarca | Pai: Frederico VIII da Dinamarca | Avó paterna: Luísa de Hesse-Cassel     | Bisavó paterna: Luísa Carlota da Dinamarca                                             |
| Luísa da Dinamarca | Mãe: Luísa da Suécia             | Avô materno: Carlos XV da Suécia       | Bisavô materno: Óscar I da Suécia                                                      |
| Luísa da Dinamarca | Mãe: Luísa da Suécia             | Avô materno: Carlos XV da Suécia       | Bisavó materna: Josefina de Leuchtenberg                                               |
| Luísa da Dinamarca | Mãe: Luísa da Suécia             | Avó materna: Luísa dos Países Baixos   | Bisavô materno: Frederico dos Países Baixos                                            |
| Luísa da Dinamarca | Mãe: Luísa da Suécia             | Avó materna: Luísa dos Países Baixos   | Bisavó materna: Luísa da Prússia (1808–1870)                                           |